# The Scooby-Doo/Dynomutt Hour
The Scooby-Doo/Dynomutt Hour is een Amerikaans televisieprogramma uit 1976 geproduceerd door Hanna-Barbera Productions voor ABC.
The Scooby-Doo/Dynomutt Hour debuteerde op 11 september 1976. Na twee maanden werd het programma verlengd van 60 tot 90 minuten. In deze vorm werd het programma uitgezonden t/m 3 september 1977.

## Series
De serie was aanvankelijk opgesplitst in twee series:
- The Scooby-Doo Show
- Dynomutt, Dog Wonder

Toen de serie werd verlengd tot 90 minuten kwamen hier nog herhalingen van Scooby-Doo, Where Are You! bij.

## Dvd
De hele serie verscheen op 7 maart 2006 op dvd als The Scooby-Doo/Dynomutt Hour: The Complete Series. De afleveringen op de dvd zijn niet de versies zoals die werden uitgezonden in 1976. In plaats daarvan zijn de afleveringen van de twee series opgesplitst.